# Portrait de jeune fille en buste
Le Portrait de jeune fille en buste est un tableau réalisé entre 1525 et 1530 par le peintre de la Renaissance allemande Lucas Cranach l'Ancien. Cette peinture à l'huile sur bois est le portrait en buste sur fond noir d'une jeune femme blonde coiffée d'un chapeau rouge. L'œuvre est conservée à la Fondation Bemberg, à Toulouse, en France.